# دنی گارگو شون
دنی گارگو شون (فرانسوی: Denis Gargaud Chanut‎؛ زادهٔ ۲۲ ژوئیهٔ ۱۹۸۷) قایقران کانو اهل فرانسه است.
وی همچنین برندهٔ جوایزی همچون لژیون دونور (شوالیه) شده‌است.
وی در مسابقات کشوری و بین‌المللی در مجموع برندهٔ ۸ مدال طلا، ۶ مدال نقره، ۹ مدال برنز شده‌است.